# Cytherura bajacala
Cytherura bajacala är en kräftdjursart som beskrevs av Benson 1959. Cytherura bajacala ingår i släktet Cytherura och familjen Cytheruridae. Inga underarter finns listade i Catalogue of Life.